# Allmän rådstuga
Allmän rådstuga var före år 1955 ett beslutande organ i svenska städer.
Efter att 1862 års kommunalförordningar trätt i kraft övertogs dess funktion successivt av stadsfullmäktige.
Allmän rådstuga var i en mindre stad motsvarigheten till kommunalstämma och sockenstämma på landet. Där samlades – i likhet med nämnda stämmor –  alla röstberättigade i staden (stadskommunen) för att välja ledamöter i stadens styrelser och nämnder, vilket idag sköts av kommunfullmäktige. Allmän rådstuga var alltså stadens högsta beslutande organ, liksom kommunfullmäktige idag.
Rösträtten var från början graderad efter inkomst – rika hade fler röster.
I städer med stadsfullmäktige var allmän rådstuga organet för val av stadsfullmäktige. I städer med över 3 000 invånare utövades kommunens beslutanderätt av stadsfullmäktige. I städer med 3 000 invånare eller därunder var det upp till allmänna rådstugan att bestämma huruvida beslutanderätten skulle överlämnas åt stadsfullmäktige eller utövas av allmänna rådstugan själv. För att ett beslut om att överlämna beslutanderätten till stadsfullmäktige skulle vara giltigt, fordrades att beslutet fattats med två tredjedels majoritet. Beslutet gällde för en tid av fem år. Samma majoritet krävdes för beslut om avskaffande av stadsfullmäktige. För övriga beslut gällde enkel majoritet.
Allmän rådstuga hölls i städer med stadsfullmäktige inför magistraten i december de år stadsfullmäktige valdes. I städer utan stadsfullmäktige hölls allmän rådstuga minst två gånger om året - i juni och december.
Den allmänna rådstugan avskaffades genom 1953 års kommunallag, som trädde i kraft 1955.